# Nasolabialfalte

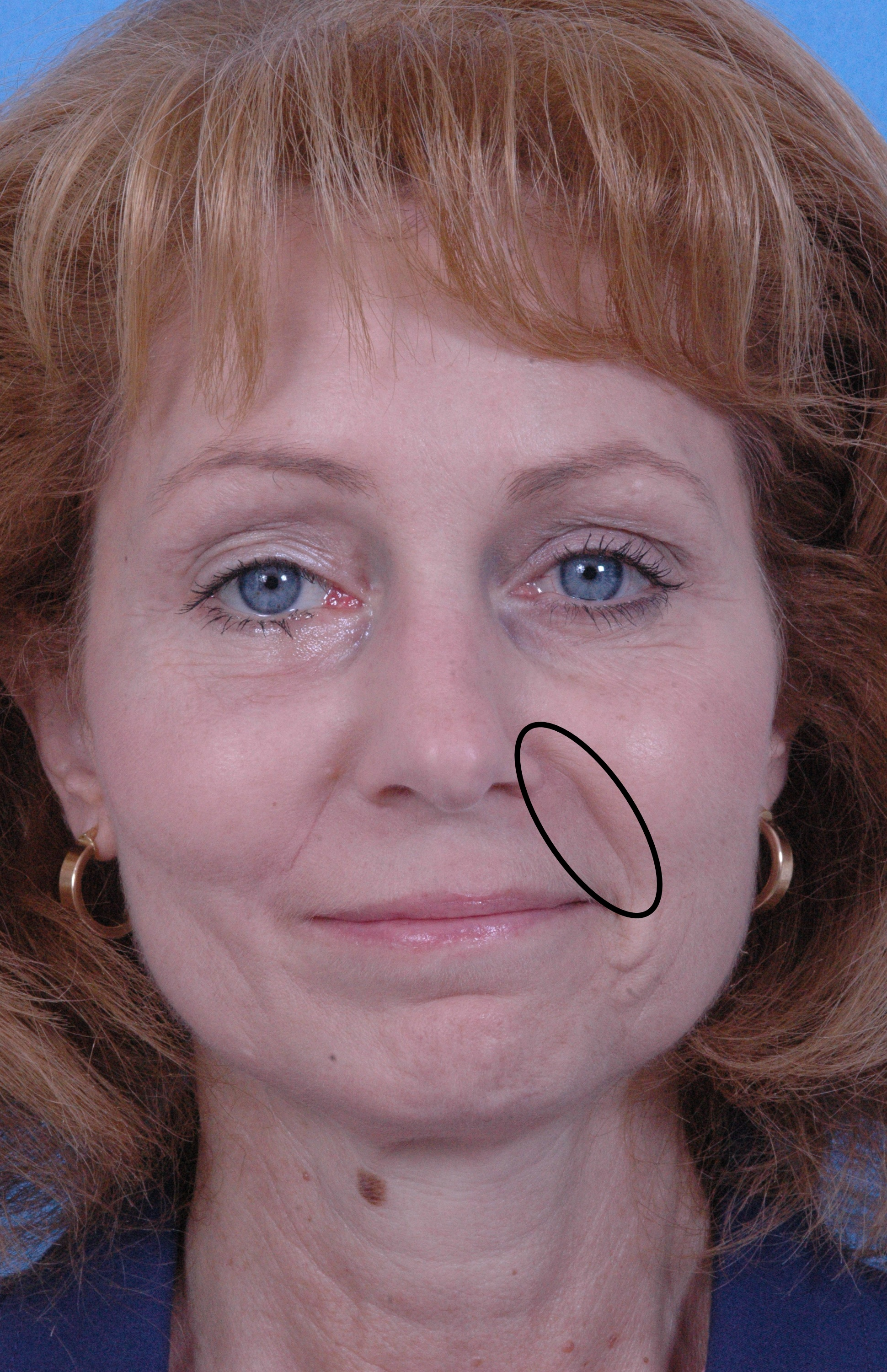
Menschliches Gesicht, die linke Nasolabialfalte wird durch eine Ellipse hervorgehoben.

Als Nasolabialfalte oder Nasenlippenfurche (Sulcus nasolabialis, von lateinisch nasus „Nase“ und labium „Lippe“) wird jene Weichteilvertiefung bezeichnet, die beidseits vom oberen Ende der Nasenflügel neben die Mundwinkel zieht. Sie wird auch „Marionettenmund“ genannt. Früher wurde sie auch als „Kummerfalte“ bezeichnet. Form, Tiefe und Länge der Nasolabialfalte werden durch die Gesichtsmuskulatur, das unterschiedliche Ausmaß des vorhandenen Unterhautfettgewebes und das Alter bestimmt. In der Tiefe der Falte liegt ein Lymphknoten, der Nodus nasolabialis.
Eine zeitweilig (6–12 Monate) verminderte Ausprägung wird in der ästhetischen Medizin mit der Unterspritzung mit Hyaluronsäure erreicht.